# Kenneth Ham
Kenneth Todd Ham (ur. 12 grudnia 1964 w Plainfield, stan New Jersey, USA) – amerykański inżynier, pilot wojskowy, astronauta NASA.

## Wykształcenie oraz służba wojskowa
- 1983 – ukończył szkołę średnią (Arthur L. Johnson Regional High School) w Clark, stan New Jersey.
- 1987-1996 – w 1987 ukończył Akademię Marynarki Wojennej Stanów Zjednoczonych w Annapolis (United States Naval Academy), stan Maryland, otrzymując licencjat z aeronautyki i rozpoczął czynną służbę w marynarce. Początkowo został skierowany do Centrum Lotów Kosmicznych imienia Lyndona B. Johnsona, gdzie służył na lotnisku Ellington Field w Houston. W biurze zajmującym się lotami parabolicznymi, w czasie których symulowany jest stan nieważkości (Zero-G Office), Kenneth Ham był członkiem załogi samolotu NASA, który wykonywał takie loty. W październiku 1989 został pilotem lotnictwa marynarki wojennej. Wcześniej przeszedł przeszkolenie lotnicze w bazach Corpus Christi i Beeville w stanie Teksas. Latał wówczas na samolotach T-34C Turbo-Mentor, T-2C Buckeye i TA-4J Skyhawk. Później w bazie Cecil Field na Florydzie przeszedł szkolenie na F/A-18, a następnie służył w eskadrach myśliwsko-szturmowych: 132 (VFA-132 Privateers) i 105 (VFA-105 Gunslingers). Podczas służby uczestniczył w lotach bojowych nad terytorium Iraku i Bośni. Był też pilotem-instruktorem F/A-18 ds. wykorzystania podczas lotów przyrządów do nocnego widzenia.
- 1996-1998 – został absolwentem Podyplomowej Szkoły Marynarki Wojennej (U.S. Naval Postgraduate School) w Monterey, stan Kalifornia i uzyskał tytuł magistra w dziedzinie inżynierii lotniczej i kosmicznej. Następnie rozpoczął 12-miesięczny kurs w szkole dla pilotów doświadczalnych marynarki wojennej (United States Naval Test Pilot School) w bazie Patuxent River, stan Maryland. Po zakończeniu szkolenia do czasu przyjęcia do korpusu astronautów był jednym z pięciu pilotów skierowanych do prowadzenia testów nowego samolotu marynarki Boeing F/A-18E/F Super Hornet.

Na ponad 40 typach samolotów wylatał ponad 6000 godzin.

## Praca w NASA i kariera astronauty
- 1998 – 4 czerwca został przyjęty do korpusu amerykańskich astronautów (NASA-17(inne języki)) jako kandydat na pilota wahadłowca. W sierpniu rozpoczął szkolenie specjalistyczne, podczas którego zapoznał się m.in. z budową ISS oraz wahadłowców.
- 2000 – po zakończeniu kursu podstawowego otrzymał przydział do Biura Astronautów NASA. Pracował jako operator łączności (tzw. CapCom) z załogami wahadłowców oraz Międzynarodowej Stacji Kosmicznej. W 2005 funkcję taką pełnił podczas misji STS-114, pierwszej misji promu kosmicznego po tragicznie zakończonym locie Columbii. Później był oddelegowany do Wydziału Eksploatacji Wahadłowców (Shuttle Operations Branch).
- 2007 – 24 marca został jako pilot przydzielony do załogi przygotowywanej do lotu STS-124.
- 2008 – 31 maja rozpoczął swój pierwszy lot kosmiczny na pokładzie promu Discovery (STS-124). Podczas tej wyprawy do japońskiego modułu Kibō zostały dołączone kolejne jego części.
- 2010 – 14 maja na pokładzie wahadłowca Atlantis wystartował do swojej drugiej misji (STS-132). Wahadłowiec dostarczył na stację ISS moduł Rasswiet.
- 2012 – w czerwcu opuścił korpus astronautów NASA.

Stowarzyszenie Uczestników Lotów Kosmicznych (Association of Space Explorers) przyznało mu Universal Astronaut Insignia za lot orbitalny (nr 475).

## Wykaz lotów
| Loty kosmiczne, w których uczestniczył Kenneth T. Ham                  | Loty kosmiczne, w których uczestniczył Kenneth T. Ham | Loty kosmiczne, w których uczestniczył Kenneth T. Ham | Loty kosmiczne, w których uczestniczył Kenneth T. Ham | Loty kosmiczne, w których uczestniczył Kenneth T. Ham | Loty kosmiczne, w których uczestniczył Kenneth T. Ham | Loty kosmiczne, w których uczestniczył Kenneth T. Ham |
| №                                                                      | Data startu                                           | Statek kosmiczny                                      | Data lądowania                                        | Statek kosmiczny                                      | Funkcja                                               | Czas trwania                                          |
| ---------------------------------------------------------------------- | ----------------------------------------------------- | ----------------------------------------------------- | ----------------------------------------------------- | ----------------------------------------------------- | ----------------------------------------------------- | ----------------------------------------------------- |
| 1                                                                      | 31 maja 2008                                          | STS-124 Discovery F-35                                | 14 czerwca 2008                                       | STS-124 Discovery F-35                                | Pilot misji                                           | 13 dni 18 godzin 13 minut i 7 sekund                  |
| 2                                                                      | 14 maja 2010                                          | STS-132 Atlantis F-32                                 | 26 maja 2010                                          | STS-132 Atlantis F-32                                 | Dowódca misji                                         | 11 dni 18 godzin 28 minut i 2 sekundy                 |
| Łączny czas spędzony w kosmosie — 25 dni 12 godzin 41 minut i 9 sekund |                                                       |                                                       |                                                       |                                                       |                                                       |                                                       |